# Giussepe Garfi
Giussepe Garfi (1976 ) es un dasónomo, y botánico italiano. Desarrolla actividades académicas en el Departamento de Ciencias Botánicas, en la Universidad de Palermo.
Es director científico del Conservatorio de Palermo en Sicilia, el equivalente italiano del francés CNRS, que participó en el Programa Zelkov@zione.

## Algunas publicaciones
- a.s. Gristina, s. Fici, m. Siragusa, i. Fontana, g. Garfì, f. Carimi. 2014. Hybridization in Capparis spinosa L.: molecular and morphological evidence from a Mediterranean island complex. Flora Elsevier (ISSN: 0367-2530)

- g. Garfì, f. Mercati, i. Fontana, g. Collesano, s. Pasta, g.g. Vendramin, r. De Michele, f. Carimi. 2013. Habitat features and genetic integrity of wild grapevine Vitis vinifera L. subsp. sylvestris (C.C.Gmel.) Hegi populations: A case study from Sicily. Flora - Morphology, Distribution, Functional Ecology of Plants 208 (8-9): 538-548 doi: 10.1016/j.flora.2013.08.005

- YU-FEI WANG, DAVID K. FERGUSON, REINHARD ZETTER, THOMAS DENK, GIUSEPPE GARFI. 2001. Leaf architecture and epidermal characters in Zelkova, Ulmaceae. Bot. J. of the Linnean Soc. 136: 255–265. + 41 figs. doi:10.1006/bojl.2000.0432, available online at http://www.idealibrary.com on
- La abreviatura «Garfi» se emplea para indicar a Giussepe Garfi como autoridad en la descripción y clasificación científica de los vegetales.[3]